# Ngrawan (Berbek)
Ngrawan is een bestuurslaag in het regentschap Nganjuk van de provincie Oost-Java, Indonesië. Ngrawan telt 2478 inwoners (volkstelling 2010).